# Chatham (villa)
Chatham es una villa ubicada en el condado de Columbia en el estado estadounidense de Nueva York. En el año 2000 tenía una población de 1,758 habitantes y una densidad poblacional de 576 personas por km².

## Geografía
Chatham se encuentra ubicada en las coordenadas 42°21′43″N 73°35′59″O / 42.36194, -73.59972.

## Demografía
Según la Oficina del Censo en 2000 los ingresos medios por hogar en la localidad eran de $39,063, y los ingresos medios por familia eran $44,500. Los hombres tenían unos ingresos medios de $32,083 frente a los $24,327 para las mujeres. La renta per cápita para la localidad era de $19,476. Alrededor del 8.4% de la población estaban por debajo del umbral de pobreza.